# Knipor
För andra betydelser av Bucephala se Bucephala
Knipor (Bucephala) är små änder inom underfamiljen Merginae. De häckar i hålor i träd och lever på norra halvklotet. Deras fjäderdräkt är främst svart och vit och de äter fisk, kräftdjur och andra mindre vattenlevande djur och insekter.
Det vetenskapliga släktnamnet härstammar från grekiskans βοῦς 'oxe' och κεφαλή 'huvud'.
Det finns tre nu levande arter inom släktet:
- Buffelhuvud (Bucephala albeola)
- Islandsknipa (Bucephala islandica)
- Knipa (Bucephala clangula)

Kända fossila taxa:
- Bucephala cereti (Mellersta miocen i Mátraszõlõs, Ungern - Sen pliocen i Chilhac, Frankrike)
- Bucephala ossivalis (Sen miocen/tidig pliocen i Bone Valley, USA), vilken visar stora likheter med knipa (B. clangula) och kan utgöra en urtida underart eller en direkt anfader.
- Bucephala fossilis (Sen pliocen i Kalifornien, USA)
- Bucephala angustipes (Tidig pleistocen i Centraleuropa)
- Bucephala sp. (Tidig pleistocen i Dursunlu, Turkiet: Louchart m.fl. 1998)